# オードリー・ローズ
『オードリー・ローズ』（原題：Audrey Rose）は、1977年制作のアメリカ合衆国のホラー映画。
輪廻転生をテーマにしたフランク・デ・フェリッタ原作の小説（邦訳は角川書店刊・広瀬順弘・訳、脚本も自身が担当）をロバート・ワイズ監督が映画化。

## あらすじ
広告会社に勤めるビルは妻のジャニスから、一人娘のアイヴィーを学校に迎えに行くと、不審な男が家までつけてきたという話を聞く。
ある日、その男からビルとジャニスに会って話したいという電話が来る。2人はその男エリオットと会うと、彼はにわかには信じ難い話を始める。
11年前、エリオットの娘オードリーは交通事故で死んだ。しかし、彼は占い師からオードリーの霊はまだ生きている事、その霊がアイヴィーにとりついている事、そしてこのままではオードリーの霊によってアイヴィーが狂い始めると聞いた、というものだった。
そして彼の言葉通り、アイヴィーの様子は次第におかしくなり始める…。

## キャスト
| 役名                     | 俳優                   | 日本語吹替 |
| ------------------------ | ---------------------- | ---------- |
| エリオット・フーヴァー   | アンソニー・ホプキンス | 田中信夫   |
| ジャニス・テンプルトン   | マーシャ・メイソン     | 小原乃梨子 |
| ビル・テンプルトン       | ジョン・ベック         | 小川真司   |
| アイヴィー・テンプルトン | スーザン・スウィフト   | 冨永みーな |
| リプスコム医師           | ノーマン・ロイド       | 大木民夫   |
| 検事                     | ジョン・ヒラーマン     |            |
| ブライス                 | ロバート・ウォーデン   |            |

吹替その他、緑川稔、嶋俊介、高村章子、鈴木れい子、峰恵研、松岡文雄、若本規夫
テレビ放送：TBSテレビ「月曜ロードショー」 1981年7月6日